# Sason hirsutum
Sason hirsutum is een spinnensoort uit de familie Barychelidae. De soort komt voor in Indonesië.